# Ям
Ям, також Ямос, Іамос (грец. Ίαμος) — віщун і міфічний родоначальник жерців (Ямідів) в Олімпії; син Аполлона та Евадни, онук Посейдона, вихованець аркадського царя Епіта. 
За велінням Аполлона Ям вирушив до Олімпії і там провіщав по шкірах жертовних тварин та по голосах птахів.